# 아글리콘
아글리콘(영어: aglycone 또는 aglycon) 또는 게닌(영어: genin)은 배당체(글리코사이드) 상의 글리코실기가 수소 원자로 치환된 후에 남는 화합물이다.
예를 들어, 카디악 글라이코사이드의 아글리콘은 스테로이드 분자가 될 것이다.

## 같이 보기
- 글루코사이드